# Kosi
Kosi je 100. najbolj pogost priimek v Sloveniji, ki ga je po podatkih Statističnega urada Republike Slovenije na dan 31. decembra 2007 uporabljalo 1.338 oseb, na dan 1. januarja 2010 pa 1.336 oseb.

## Znani nosilci priimka
- Alenka Žunič Kosi, biologinja, entomologinja
- Ana Kosi, arhitektka in publicistka
- Andrej Kosi (*1977), politik
- Anton Kosi (1864—1945), šolnik, mladinski pisatelj, skladatelj, kulturni organizator
- Bojan Kosi, vodja mediateke (filmskega arhiva)
- Filip Kosi (*2002), nogometaš
- Franc Kosi (1932—2000), fotograf
- Franc Kosi, veteran vojne za Slovenijo
- Gorazd Kosi (*1951), biolog
- Gregor Kosi (*1975), glasbenik, rock pevec (Nina Bulatovix), organizator
- Irena Kosi Ulbl (*1968), matematičarka
- Ivo (Bogdan) Kosi (1940—2024), baletni plesalec in koreograf
- Jan Kosi (*1996), košarkar
- Janja Kosi (*1994), vizualna umetnica, slikarka, ilustratorka
- Jernej Kosi (*1982), zgodovinar
- Katja Kosi, plesalka in prevajalka
- Klemen Kosi (*1991), alpski smučar
- Lidija Kosi, novinarka
- Miha Kosi (*1965), zgodovinar medievist
- Matjaž Kosi (*1965), skladatelj in glasbeni producent, Moulin Rouge (glasbena skupina)
- Mile Kosi (1944—2014), violist in glasbeni pedagog
- Petra Kosi, kuratorka
- Polon(c)a Kosi, slikarka
- Ruda Ravnik Kosi (*1944), harfistka in glasbena pedagoginja
- Srečko Kosi, slikar
- Stanislava Klemenčič Kosi, agronomka
- Tina Kosi (*1974), dramaturginja, gledališčnica
- Vida Kosi (1921—2021), vrhovna sodnica
- Vladimir Kosi (1919—1992), kemik, izumitelj
- Vladimir Kosi (1916—?), športni delavec